# Antoine Tudal
Antoine Tudal, né Anton (diminutif Antek) Teslar le 28 mars 1931 à Varsovie et mort le 11 avril 2010 à Lons-le-Saunier, est un scénariste, écrivain et dramaturge français.

## Biographie
Fils de Jeannine Guillou et d'Olek Teslar, il est entré dans la famille de Nicolas de Staël peu après que sa mère fut devenue la compagne du peintre, en 1937 (celui-ci fera un portrait de Jeannine en 1942). Il a rejoint le couple à Nice en 1940, puis à Paris où Françoise Chapouton qui deviendra Françoise de Staël en 1947 tient lieu de préceptrice aux enfants.
Les rapports de Staël et de son beau-fils, qui prend par la suite le pseudonyme d'Antoine Tudal, ont été excellents jusqu'à la mort du peintre. C'est avec Antoine, au début du mois de mars 1955, onze jours avant sa mort, que Staël déambule toute une nuit dans Paris. Il confie à Antoine : « Tu sais, je ne sais pas si je vais vivre longtemps. Je crois que j'ai assez peint. Je suis arrivé à ce que je voulais (…) Les gosses sont à l'abri du besoin. Il y a Ménerbes... »

## Filmographie partielle
Scénariste
- 1958 : Les Copains du dimanche de Henri Aisner
- 1958 : Cerf-volant du bout du monde de Roger Pigaut
- 1958 : Les Chardons du Baragan de Louis Daquin
- 1962 : Les Dimanches de Ville d'Avray de Serge Bourguignon
- 1967 : Si j'étais un espion de Bertrand Blier
- 1969 : Catherine de Bernard Borderie
- 1970 : Les Libertines de Pierre Chenal
- 1972 : Les Oiseaux sur la branche de Maurice Blettery

## Théâtre
- La Cantatrice assassinée (1959)
- Le Jeu de la glace et de la porte (1962)
- Les Bouquinistes (1964)
- La Peau de l'amour (1974)
- Le Feu sous la braise (1976)
- Le Masque et la Rose (1977)
- Simagrées (1985)
- L'Ile du Poulailler (1985)
- L'Extraordinaire Voyage de Jules Verne (1987)

## Publications
- Souspente, R.-J. Godet éditeur, 1945 ; réédition en 2019 aux éditions Le Bruit du temps avec une préface de Pierre Reverdy  (ISBN 978-2358731386)
- Tempo, collection Le Point du jour, Gallimard, 1955
- Nicolas de Staël, G. Fall éditeur, 1958
- Le Nyctalope, roman, R. Julliard, 1962
- Des astres, des toiles, poèmes et encrures, Rochefort-du-Gard,  AB, 2002
- Nicolas de Staël dans son atelier, photographies et poèmes d'Antoine Tudal, Neuchâtel, Ides et Calendes, 2003
- Simagrées, Editions Alain Lucien Benoit. Illustations Guy Lachot 2007.